# Paris-Nice 1962
Paris-Nice 1962 est la 20e édition de la course cycliste Paris-Nice. La course a lieu entre le 9 et le 17 mars 1962. La victoire revient au coureur belge Joseph Planckaert, de l'équipe Faema-Flandria, devant les coureurs de l'équipe Leroux-Gitane-Geminiani Tom Simpson et Rolf Wolfshohl.
L'épreuve est renommée sans succès Paris-Saint-Étienne-Nice.
Le froid et la neige rendent les conditions de l'épreuve très difficile. Durant l'épreuve les coureurs italiens innovent pour lutter contre le froid, ils lancent la mode des bas de soie.

## Participants
Dans cette édition de Paris-Nice, 104 coureurs participent divisés en 13 équipes : Saint Raphael-Helyett, Leroux-Gitane-Geminiani, Margnat-Paloma, Mercier-BP, Ignis-Moschettieri, Faema-Flandria, Liberia-Grammont, Pelforth-Sauvage-Lejeune, Molteni, Peugeot-BP, Philco, Bertin-Porter et Carpano. 36 coureurs terminent la course.

## Étapes
| Étapes                | Date    | Villes étapes                       | Km      | Vainqueur d'étape       | Leader du classement général |
| --------------------- | ------- | ----------------------------------- | ------- | ----------------------- | ---------------------------- |
| 1re étape             | 9 mars  | Paris - Cosne-sur-Loire             | 235 km  | Jean Graczyk            | Jean Graczyk                 |
| 2e étape, 1er secteur | 10 mars | Pouilly-sur-Loire - Château-Chinon  | 191 km  | Emile Daems             | Emile Daems                  |
| 2e étape, 2e secteur  | 10 mars | Château-Chinon - Montceau-les-Mines | 89 km   | Noël Foré               | Emile Daems                  |
| 3e étape, 1er secteur | 11 mars | Circuit de l'étang du Plessis (clm) | 5,3 km  | Leroux-Gitane-Geminiani | Bas Maliepaard               |
| 3e étape, 2e secteur  | 11 mars | Circuit de l'étang du Plessis       | 53 km   | Willy Vanden Berghen    | Bas Maliepaard               |
| 4e étape              | 12 mars | Montceau-les-Mines - Saint-Étienne  | 202 km  | Guido Carlesi           | Tom Simpson                  |
| 5e étape, 1er secteur | 13 mars | Saint-Étienne - Saint-Étienne (clm) | 27 km   | Joseph Velly            | Joseph Planckaert            |
| 5e étape, 2e secteur  | 13 mars | Saint-Étienne - Romans-sur-Isère    | 83 km   | Noël Foré               | Joseph Planckaert            |
| 6e étape              | 14 mars | Romans-sur-Isère - Avignon          | 185 km  | Rudi Altig              | Joseph Planckaert            |
| 7e étape, 1er secteur | 15 mars | Beaucaire - Vergèze (clm)           | 45,3 km | Faema-Flandria          | Joseph Planckaert            |
| 7e étape, 2e secteur  | 15 mars | Vergèze - Manosque                  | 183 km  | Rik Van Looy            | Joseph Planckaert            |
| 8e étape              | 16 mars | Manosque - La Ciotat                | 135 km  | Edgard Sorgeloos        | Joseph Planckaert            |
| 9e étape, 1er secteur | 17 mars | La Ciotat - Fréjus                  | 130 km  | Noël Foré               | Joseph Planckaert            |
| 9e étape, 2e secteur  | 17 mars | Fréjus - Nice                       | 102 km  | Rik Van Looy            | Joseph Planckaert            |

## Résultats des étapes

### 1reétape
9-03-1962. Paris-Cosne-sur-Loire, 235 km.
Ville départ réelle : Pont d'Antony. 
|   | Cycliste         | Équipe           | Temps           |
| - | ---------------- | ---------------- | --------------- |
| 1 | Jean Graczyk     | Liberia-Grammont | 6 h 18 min 43 s |
| 2 | Raymond Poulidor | Mercier-BP       | m.t.            |
| 3 | Armand Desmet    | Faema-Flandria   | m.t.            |

### 2eétape,1ersecteur
10-03-1962. Pouilly-sur-Loire-Château-Chinon 91 km.
|   | Cycliste        | Équipe                   | Temps           |
| - | --------------- | ------------------------ | --------------- |
| 1 | Emile Daems     | Philco                   | 2 h 29 min 57 s |
| 2 | Alan Ramsbottom | Pelforth-Sauvage-Lejeune | m.t.            |
| 3 | Bas Maliepaard  | Leroux-Gitane-Geminiani  | m.t.            |

### 2eétape,2esecteur
10-03-1962. Château-Chinon-Montceau-les-Mines 89 km.
|   | Cycliste         | Équipe                   | Temps           |
| - | ---------------- | ------------------------ | --------------- |
| 1 | Noël Foré        | Faema-Flandria           | 2 h 12 min 05 s |
| 2 | Joseph Groussard | Pelforth-Sauvage-Lejeune | m.t.            |
| 3 | Jean Gainche     | Mercier-BP               | m.t.            |

### 3eétape,1ersecteur
11-03-1962. Circuit de l'étang du Plessis , 5,3 km (clm)
|   | Équipe                  | Temps      |
| - | ----------------------- | ---------- |
| 1 | Leroux-Gitane-Geminiani | 5 min 46 s |
| 2 | Saint Raphael-Helyett   | + 3 s      |
| 3 | Pelfort-Sauvage-Lejeune | + 9 s      |

### 3eétape,2esecteur
11-03-1962. Circuit de l'étang du Plessis, 53 km.
|   | Cycliste             | Équipe                   | Temps           |
| - | -------------------- | ------------------------ | --------------- |
| 1 | Willy Vanden Berghen | Mercier-BP               | 1 h 03 min 45 s |
| 2 | Armando Pellegrini   | Molteni                  | m.t.            |
| 3 | Jean-Claude Lefebvre | Pelforth-Sauvage-Lejeune | m.t.            |

### 4eétape
12-03-1962. Montceau-les-Mines-Saint-Étienne, 202 km.
|   | Cycliste      | Équipe                | Temps           |
| - | ------------- | --------------------- | --------------- |
| 1 | Guido Carlesi | Philco                | 4 h 50 min 17 s |
| 2 | Rik Van Looy  | Faema-Flandria        | m.t.            |
| 3 | Rudi Altig    | Saint Raphael-Helyett | m.t.            |

### 5eétape,1ersecteur
13-03-1962. Saint-Étienne-Saint-Étienne, 27 km(clm).
39 coureurs sont hors délai, y compris Rik Van Looy et Noël Foré, mais tous sont repêchés par l'organisation qui prend en compte les conditions météorologiques très défavorables.
|   | Cycliste         | Équipe                  | Temps       |
| - | ---------------- | ----------------------- | ----------- |
| 1 | Joseph Velly     | Margnat-Paloma          | 42 min 14 s |
| 2 | Raymond Poulidor | Mercier-BP              | + 28 s      |
| 3 | Rolf Wolfshohl   | Leroux-Gitane-Geminiani | + 39 s      |

### 5eétape,2esecteur
13-03-1962. Saint-Étienne-Romans-sur-Isère, 83 km.
|   | Cycliste         | Équipe                  | Temps       |
| - | ---------------- | ----------------------- | ----------- |
| 1 | Noël Foré        | Faema-Flandria          | 50 min 53 s |
| 2 | Antonio Bailetti | Carpano                 | m.t.        |
| 3 | Anatole Novak    | Leroux-Gitane-Geminiani | m.t.        |

### 6eétape
14-03-1962. Romans-sur-Isère-Avignon, 185 km.
|   | Cycliste          | Équipe                  | Temps           |
| - | ----------------- | ----------------------- | --------------- |
| 1 | Rudi Altig        | Saint Raphael-Helyett   | 4 h 02 min 36 s |
| 2 | Joseph Planckaert | Faema-Flandria          | + 1 s           |
| 3 | Rolf Wolfshohl    | Leroux-Gitane-Geminiani | m.t.            |

### 7eétape,1ersecteur
15-03-1962. Beaucaire-Vergèze, 45,3 km (clm)
|   | Équipe                  | Temps           |
| - | ----------------------- | --------------- |
| 1 | Faema-Flandria          | 1 h 00 min 03 s |
| 2 | Saint Raphael-Helyett   | + 1 min 01 s    |
| 3 | Leroux-Gitane-Geminiani | + 1 min 52 s    |

### 7eétape,2esecteur
15-03-1962. Vergèze-Manosque, 183 km.
|   | Cycliste        | Équipe         | Temps           |
| - | --------------- | -------------- | --------------- |
| 1 | Rik Van Looy    | Faema-Flandria | 4 h 47 min 55 s |
| 2 | Emile Daems     | Philco         | m.t.            |
| 3 | Frans Schoubben | Peugeot-BP     | + 5 s           |

### 8eétape
16-03-1962. Manosque-La Ciotat, 135 km.
|   | Cycliste         | Équipe                  | Temps           |
| - | ---------------- | ----------------------- | --------------- |
| 1 | Edgard Sorgeloos | Faema-Flandria          | 3 h 35 min 17 s |
| 2 | Raymond Elena    | Margnat-Paloma          | + 2 s           |
| 3 | Bas Maliepaard   | Leroux-Gitane-Geminiani | + 36 s          |

### 9eétape,1ersecteur
17-03-1962. La Ciotat-Fréjus, 130 km.
Jacques Anquetil et Ercole Baldini ne prennent pas le départ de cette étape où 19 autres coureurs abandonnent.
|   | Cycliste          | Équipe           | Temps           |
| - | ----------------- | ---------------- | --------------- |
| 1 | Noël Foré         | Faema-Flandria   | 3 h 59 min 16 s |
| 2 | Robert Ducard     | Margnat-Paloma   | + 25 s          |
| 3 | Jacques de Boever | Liberia-Grammont | m.t.            |

### 9eétape,2esecteur
17-03-1962. Fréjus-Nice, 102 km.
|   | Cycliste       | Équipe                  | Temps           |
| - | -------------- | ----------------------- | --------------- |
| 1 | Rik Van Looy   | Faema-Flandria          | 2 h 54 min 47 s |
| 2 | Jean Gainche   | Mercier-BP              | m.t.            |
| 3 | Bas Maliepaard | Leroux-Gitane-Geminiani | m.t.            |

## Classements finals

### Classement général
|    | Cycliste          | Équipe                   | Temps            |
| -- | ----------------- | ------------------------ | ---------------- |
| 1  | Joseph Planckaert | Faema-Flandria           | 39 h 04 min 45 s |
| 2  | Tom Simpson       | Leroux-Gitane-Geminiani  | + 2 min 57 s     |
| 3  | Rolf Wolfshohl    | Leroux-Gitane-Geminiani  | + 5 min 58 s     |
| 4  | Armand Desmet     | Faema-Flandria           | + 6 min 23 s     |
| 5  | Bas Maliepaard    | Leroux-Gitane-Geminiani  | + 8 min 47 s     |
| 6  | Rik Van Looy      | Faema-Flandria           | + 9 min 00 s     |
| 7  | Raymond Poulidor  | Mercier-BP               | + 9 min 15 s     |
| 8  | Henry Anglade     | Liberia-Grammont         | + 11 min 13 s    |
| 9  | Jean Gainche      | Mercier-BP               | + 11 min 32 s    |
| 10 | Georges Groussard | Pelforth-Sauvage-Lejeune | + 13 min 33 s    |